# Spirorhynchus
Spirorhynchus là chi thực vật có hoa trong họ Cải.